# Nucella
Nucella, tên tiếng Anh: dog whelks hoặc dog winkles, là một chi ốc biển săn mồi cỡ nhỏ tới trung bình, là động vật thân mềm chân bụng sống ở biển thuộc phân họ Ocenebrinae, là một phần của họ lớn Muricidae, họ ốc gai.

## Các loài
Các loài thuộc chi Nucella bao gồm:
- Nucella canaliculata  (Duclos, 1832) - channeled dogwinkle
- Nucella dubia (Krauss, 1848)
- Nucella emarginata (Deshayes, 1839) - emarginate dogwinkle
- Nucella freycinetii (Deshayes, 1839)
- Nucella fuscata (Forbes, 1850)
- Nucella heyseana (Dunker, 1882)
- Nucella lamellosa (Gmelin, 1791) - frilled dogwinkle
- Nucella lapillus (Linnaeus, 1758) - Atlantic dogwinkle, dog whelk
- Nucella lima (Gmelin, 1791) - file dogwinkle
- Nucella ostrina (Gould, 1852)
- Nucella pyramidalis (Turton, 1932)
- Nucella rolani (Bogi & Nofroni, 1984)
- Nucella squamosa (Lamarck, 1816)
- Nucella wahlbergi (Krauss, 1848)

Các loài được đưa vào đồng nghĩa
- Nucella acuminata Carcelles, 1954 chấp nhận như Acanthina unicornis (Bruguière, 1789)
- Nucella cingulata (Linnaeus, 1771): đồng nghĩa của Trochia cingulata (Linnaeus, 1771)
- Nucella elongata Golikov & Kussakin, 1962 chấp nhận như Nucella freycinetii (Deshayes, 1839)
- Nucella lindaniae Lorenz, 1991 chấp nhận như Nucella wahlbergi (Krauss, 1848)
- Nucella theobroma Roding, 1798 chấp nhận như Nucella lapillus (Linnaeus, 1758)

## Hình ảnh

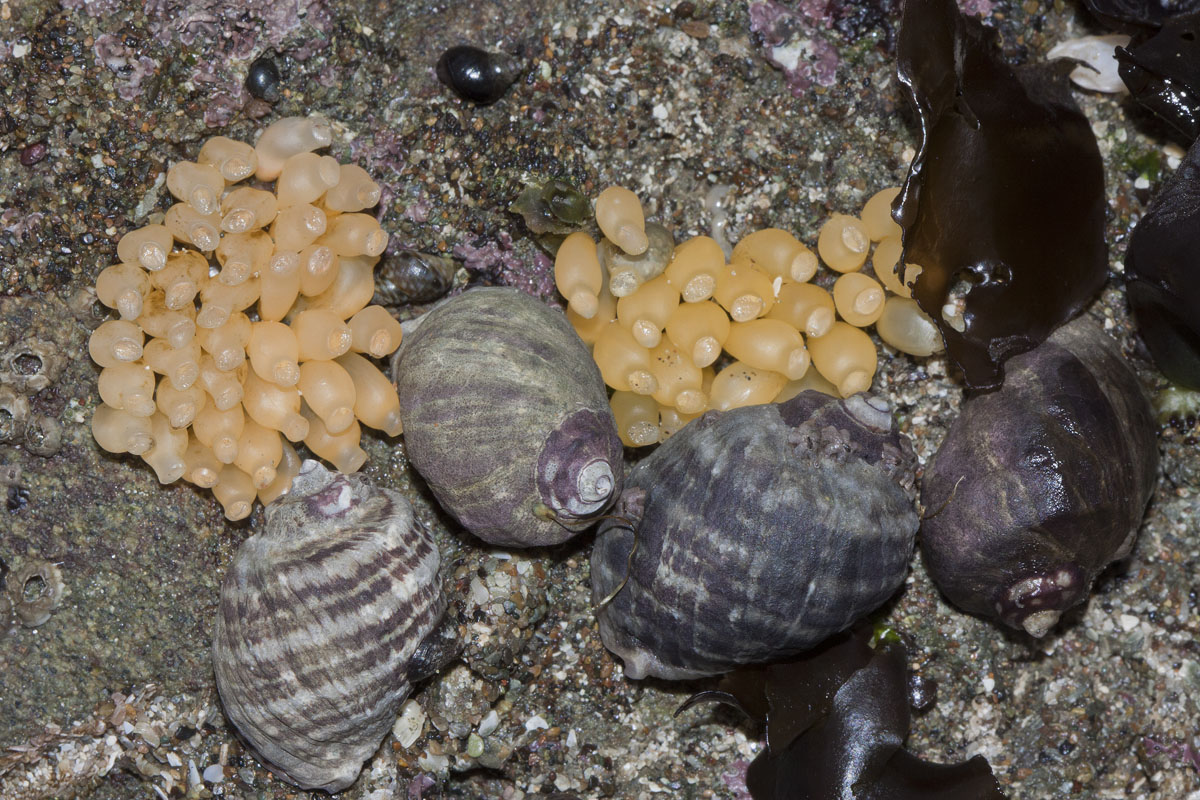
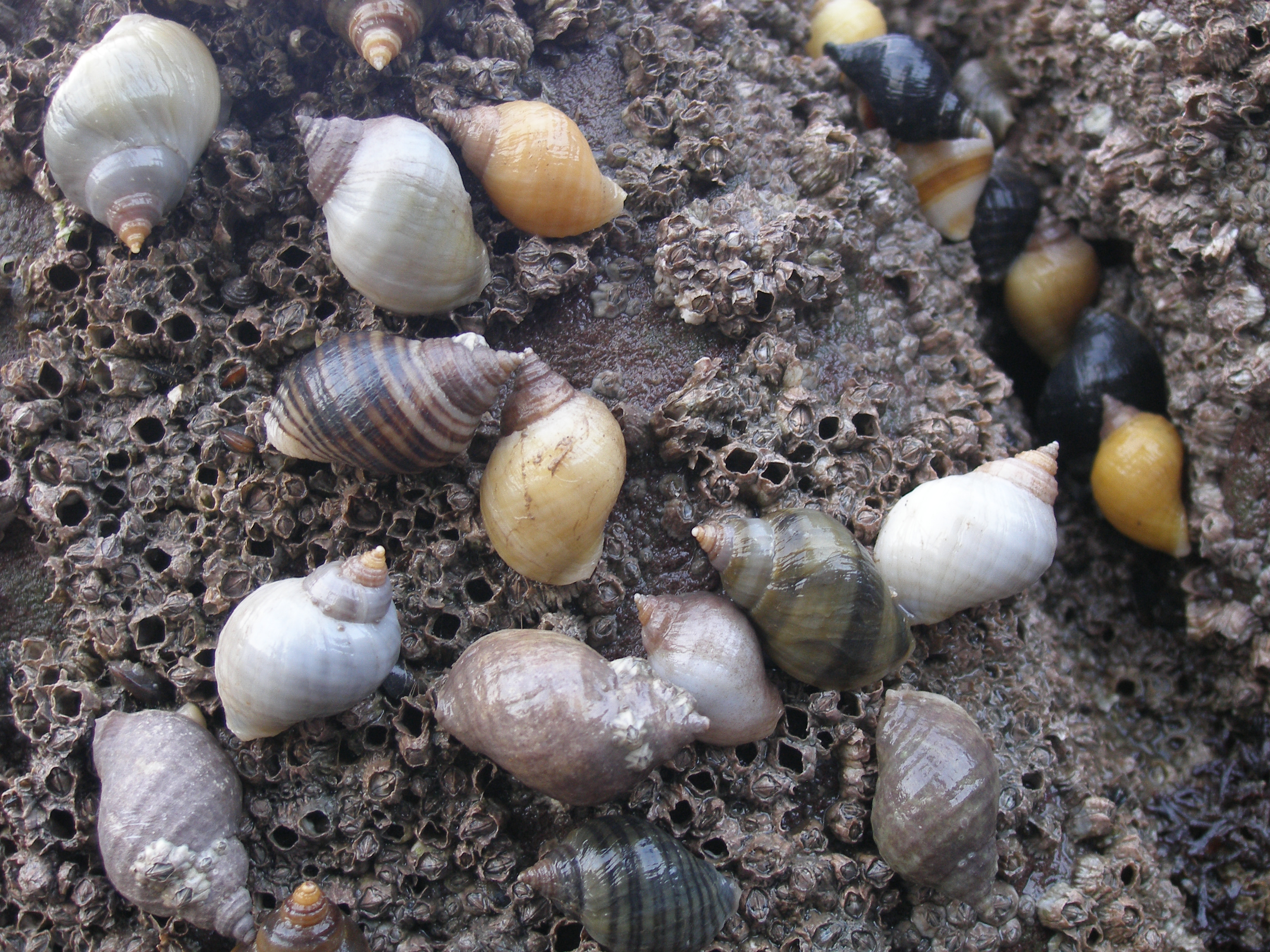
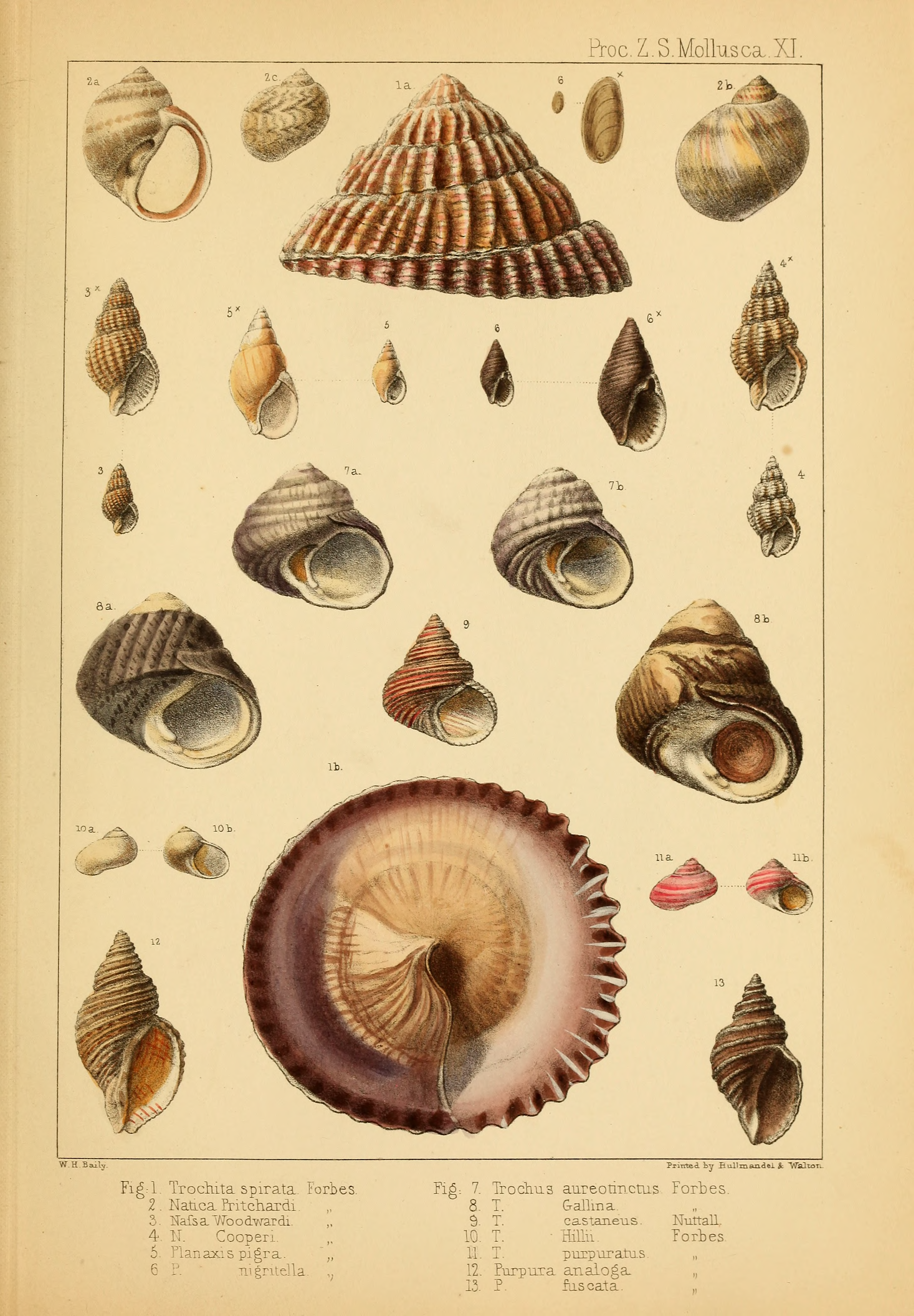